# Антониево-Сийский монастырь
Свято-Троицкий Антониево-Сийский монастырь — мужской монастырь Архангельской епархии Русской православной церкви, расположенный на полуострове в Большом Михайловском озере близ деревни Антониево-Сийский монастырь в Холмогорском районе.
Основан в 1520 году преподобным Антонием Сийским и играл заметную роль в русской истории и культуре XVI—XVII веках. Архитектурный ансамбль, окончательно сложившийся до конца XVII века.

## История
Основан в 1520 году преподобным Антонием, который после оставления Шелексенской Никольской пустыни обосновался здесь, в совершенно необитаемом тогда месте с иноками Александром, Исайей и другими с разрешения великого князя Василия III. Река Сия (приток Двины), вытекающая из озера, дала название обители.
Политика монастырских властей привела к волнениям монастырских крестьян в 1577—1578 годах в Антониево-Сийском монастыре, в которых приняли участие и чёрные крестьяне Емецкого стана Двинского уезда.
В 1587 году пришла грамота на возведение каменного собора, причём из-за удалённости обители и смутных времён работы растянулись на четыре царствования и заняли в общей сложности 20 лет. В это время (с 1601 по 1605 год) здесь содержался в заключении сосланный по указанию Бориса Годунова и постриженный под именем Филарета боярин Феодор Никитич Романов, отец будущего царя.
К обители был приписан Ивановский Емецкий монастырь, существовавший до 1613 года в Холмогорском уезде в 180 км от Архангельска на реке Ёмце.

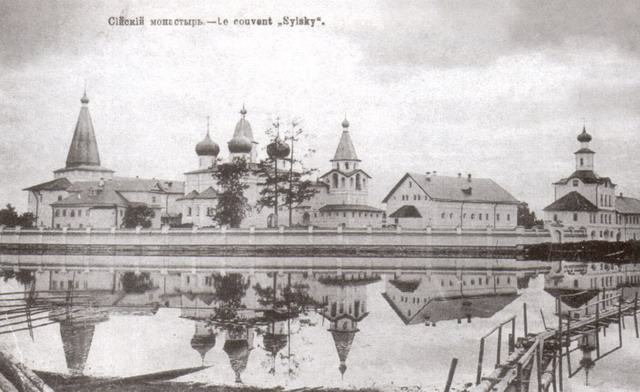

В допетровское время Сийский монастырь был одним из крупнейших на Русском Севере центров духовной жизни. Из монастырского книжного собрания происходят такие уникальные рукописи, как Сийское евангелие XVI века и иллюстрированные святцы. После революции старинные документы были у монахов изъяты и переданы в Архангельский областной архив, откуда в 1958 и 1966 годах перевезены в Москву (сейчас — в РГАДА).
К концу XVIII века обитель захирела, благодаря чему допетровские постройки избежали распространённых в то время поновлений и в целом сохранили первоначальный облик.
В 1858 году Фёдор Верховцев выполнил новую раку для мощей преподобного. Освящена 7 мая 1859 года преосвященным Александром.
Монастырь был закрыт постановлением Емецкого уездного исполкома от 12 июня 1923 года и решением президиума Архангельского губернского исполкома от 11 июля 1923 года. Территория использовалась для нужд трудовой коммуны, колхоза. Здесь размещались также дом отдыха работников лесной промышленности, дом для детей-инвалидов, дом-интернат для престарелых. С 1970-х годов находился пионерский лагерь «Автомобилист» для детей работников автотранспортных предприятий Архангельска и Северодвинска, часть территории была отдана под дачу для Архангельского облисполкома.
В 1992 году монастырь возвращён Русской православной церкви. Началось восстановление обители, которое возглавил игумен, позже архимандрит Трифон (Плотников). 31 мая 2010 года по состоянию здоровья архимандрит Трифон был освобождён от должности наместника монастыря.

## Архитектурные памятники
Четырёхстолпный пятиглавый Троицкий собор заложен в 1589 г. по грамоте царя Фёдора Иоанновича от 8 ноября 1587 г., достроен 30 июля 1606 г. и освящён в следующем году. В грамоте было предписано ставить храм «в воскресенскую меру, что в Девичьем монастыре, что у нас на Москве», за чем должен был следить присланный из столицы мастер Захар. Фактически строительство вела артель каменщиков из Вологды. Храм сочетает приёмы зодчества новгородского (конструкция сводов на невысоких подпружных арках) и московского (аркатурные звенья в пряслах западной стены, широкий антаблемент ниже закомар). Средняя глава визуально доминирует над малыми благодаря размерам и декоративному оформлению (аркатурно-колончатый пояс). Примерно через 100 лет после постройки храм был перекрыт на четыре ската, тогда же была изменена форма центральной главы.

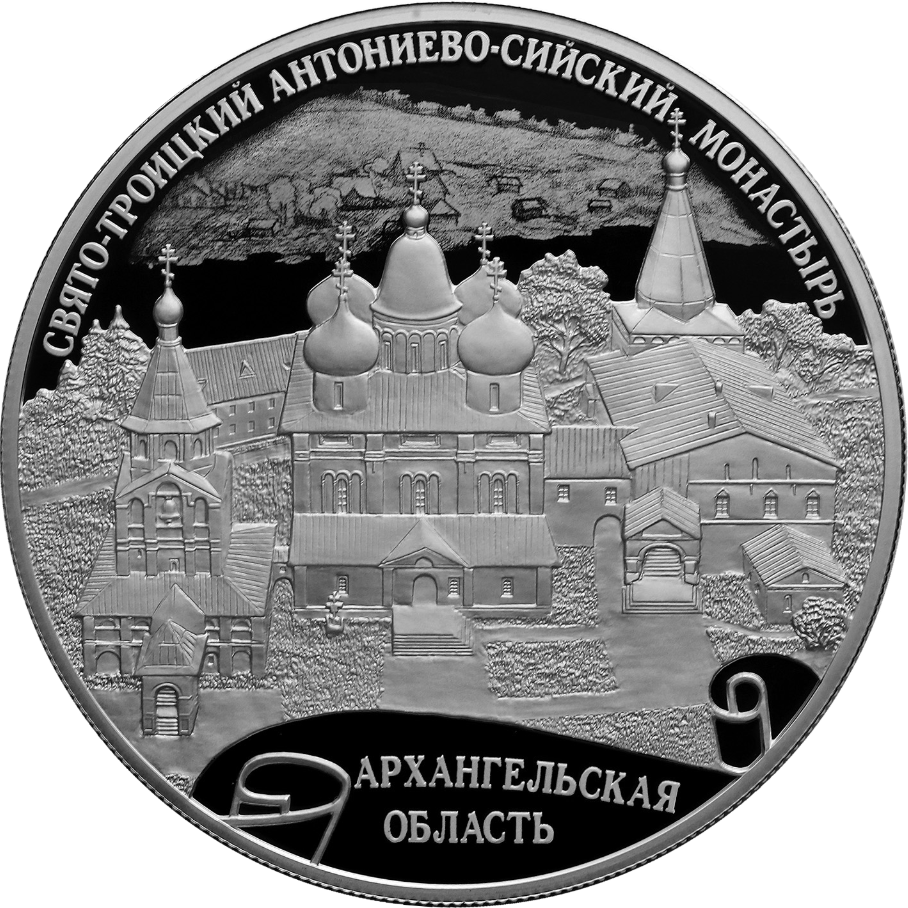
Монета Банка России. Свято-Троицкий Антониево-Сийский монастырь, Архангельская область. 25 рублей, 2020 г., серебро, реверс, пруф.

Шатровая Благовещенская церковь вместе с трапезной и келарской палатами заложена в 1638 году и построена за пять лет на месте ранее существовавшего деревянного храма. Что существующая постройка повторяет архитектурное решение старой церкви, свидетельствуют атрибуты деревянного храмового зодчества: двухчастный алтарь, две миниатюрные главки над двумя престолами (утрачены), высокий шатёр на некрупном восьмерике. Вероятно, в одно время с трапезной была возведена и монастырская колокольня. Точную дату её сооружения установить затруднительно: грамоту на начало работ выдал в 1593 г. ещё Фёдор Иоаннович, а освящение состоялось только в 1661 году, в правление Алексея Михайловича.
Святые врата с Сергиевской церковью и двухэтажными кельями выстроены после пожара 1658 года, в промежуток между 1661 и 1687 годами. Окончательно все работы были завершены только в 1699 году. Сохранилась запись, что позднее этот архитектурный комплекс был перестроен «лучшею архитектурою, с пристроенными гостиными покоями».

## Обитатели
Согласно данным Всероссийской переписи населения 2010, Антониево-Сийский монастырь имеет статус деревни на территории Емецкого сельского поселения, в которой проживает 62 человека.
Игумены
1. Антоний Сийский (1520 — 7 декабря 1557)
2. Геласий (1557-?)
3. Геронтий (? −1577)
4. Питирим (1578—1586, 1591—1597)
5. Гермоген (1586—1587)
6. Никандр (1588—1589)
7. Иона (6 марта 1597—1634)
8. Тит (1634—1637)
9. Киприан I (1637—1640)
10. Игнатий (1641—1643)
11. Киприян II (1643)
12. Феодосий (1644—1652, 1663 — 29 октября 1688)
13. Корнилий (3 мая 1652—1658)
14. Каллиник (1658—1661)
15. Варфоломей (25 марта 1688 — июль 1692)

Архимандриты
1. Никодим (1692 — 18 июня 1721)[12]
2. Герман (16 января 1723 — 29 ноября 1725)
3. Порфирий (17 декабря 1727 — 30 января 1730)
4. Леонтий (Яковлев) (27 января 1742—1749, 1753 — 19 октября 1761)
5. Серафим (25 марта 1749 — 18 ноября 1753)
6. Гавриил (Огинский) (2 февраля 1762 — 27 января 1779)
7. Парфений (Петров) (22 апреля 1779 — 26 мая 1790)
8. Аполлос (Терешкевич) (28 июня 1790—1803)
9. Августин (Сахаров) (1803—1804)
10. Кирилл (Киприянов) (1804—1806)
11. Феофил (Татарский) (июнь 1806—1810)
12. Амвросий (Черноруцкий) (1810 — 11 октября 1817)
13. Павел (Павлов-Морев) (11 октября 1817—1820)
14. Вениамин (Смирнов) (5 апреля 1820 — декабрь 1824)
15. Анастасий (Ключарёв) (1824—1828)
16. Платон (Агриколянский) (20 июня 1839—1843)
17. Анастасий (Ключарёв) (12 мая 1843 — 22 марта 1851)
18. Мельхиседек (18 августа 1853 — 13 апреля 1870)
19. Савватий (Макаров) (1870—1888)
20. Антоний (Постников) (12 марта 1888—1901)
21. Николай (Варфоломеев) (Декабрь 1901—1902, 1906—1912)
22. Филадельф (1902) игумен
23. Иона (Платонов) (1902—1906) игумен, с 1904 архимандрит
24. Евтихий (Филипский) (иеромонах) (15 сентября 1912 — 1 января 1913)
25. Вениамин (Кононов) (1912—1918)
26. Феодосий (1918) и/д, иеромонах
27. Амвросий (1918) и/д, иеромонах
28. Григорий (1918—1919)
29. Иоанникий (1919)
30. Гурий (Лаптев) (30 июня 1919—1920)
31. Трифон (Плотников) (15 июня 1992 — 31 мая 2010)
32. Варлаам (Дульский) (22 июля 2010 — 4 апреля 2019) и. о. до 27 июля 2011 года
33. Феодосий (Нестеров) (с 4 апреля 2019) и. о. до 30 августа 2019 года

## Озеро
Святое озеро находится примерно в десяти км от Михайловского в сторону села Емецк. На крутом береге Святого озера находится древнее языческое капище, на месте которого поставлен православный крест.
По преданию, один крестьянин, долго болевший проказой или какой-либо другой подобною болезнью, ловил рыбу в этом озере, опустил ноги в воду и вдруг почувствовал исцеление в ногах, а когда окунулся, то и во всём теле. На месте исцеления он поставил Казанскую икону Божьей Матери. Благодаря случаю чудесного исцеления озеро стали называть Святым.